# Gisliflue
Gisliflue är en kulle i Schweiz. Den ligger i distriktet Brugg och kantonen Aargau, i den centrala delen av landet, 70 km nordost om huvudstaden Bern. Gisliflue ligger 771 meter över havet.